# 希沃达斯布尔
希沃达斯布尔（Shivdaspur）是印度北方邦瓦拉納西縣的一个城镇。总人口11432（2001年）。

## 人口
该地2001年总人口11432人，其中男性6126人，女性5306人；0—6岁人口1645人，其中男838人，女807人；识字率58.97%，其中男性为68.41%，女性为48.08%。